# لوب (بلژیک)
شهر لوب (به فرانسوی: Lobbes) در شهرستان توئن  در استان انو  در منطقه فدرال والوون در کشور بلژیک واقع شده‌است.